# Alberto Tarradas
Alberto Tarradas Paneque (Gerona, 9 de diciembre de 1996) es un político español, diputado del Parlamento de Cataluña por VOX en la xiii legislatura, elegido en las elecciones de 2021 por la circunscripción electoral de Gerona.

## Trayectoria
Tarradas es técnico superior en comercio internacional. Habla español, inglés, catalán e italiano. Tarradas trabajó además en el Parlamento Europeo, donde recibió atención mediática por increpar al expresidente de la Generalidad de Cataluña, Carles Puigdemont en febrero de 2020 durante un discurso. También ganó cierta relevancia mediática cuando afirmó que el feminismo hacía a las mujeres "arrogantes, maleducadas, desconsideradas, agresivas y las afea".
Tarradas inició su carrera política de la mano del partido político VOX. Es presidente de dicha organización en la provincia de Gerona. Tarradas fue cabeza de lista de VOX por Gerona en las elecciones generales de abril de 2019, aunque no consiguió el escaño. En las elecciones municipales del 26 de mayo de 2019, encabezó la lista de concejales en el Ayuntamiento de Gerona, nuevamente sin lograr ninguna plaza.
Tarradas fue electo diputado al Parlamento de Cataluña por la provincia de Gerona en las elecciones del 14 de febrero de 2021, siendo el único candidato electo de VOX por dicha provincia. Fue el diputado más joven en la xiii legislatura.